# 马里安·伊万
马里安·伊万（羅馬尼亞語：Marian Ivan，1969年6月1日—），罗马尼亚前男子足球运动员，司职前锋。他曾代表罗马尼亚国家队参加1994年国际足联世界杯，结果队伍止步八强。